# パルス (テレビドラマ)
『パルス』（英: Pulse）は、アメリカの医療ドラマシリーズ。Netflixで2025年4月3日に初公開されたNetflix初の英語オリジナル医療ドラマ。

## ストーリー
マイアミのマグワイア病院の医師のダニーと医療チームの私生活と仕事ぶりを追った作品。

## キャラクター
ダニエル・ダニー・シムズ
演 - ウィラ・フィッツジェラルド (渋谷はるか)
マグワイア病院で研修員3年目チーフであるザンダーをセクハラで告発した。ハーパーの姉。
ザンダー・フィリップス
演 - コリン・ウッデル (祐仙勇)
マグワイア病院の救急科チーフ。マイアミで最も有力で裕福な医療一家の出身。
サム・イライジャ
演 - ジェシー・T・アッシャー (柏野昌俊)
救急医療研修医3年目、野心家で競争心の強いダニーの親友。
ナタリア・クルス
演 - ジャスティナ・マチャド (田村聖子)
外科・救急科長。ダニー・シムズをチーフに任命する。
トム・コール
演 - ジャック・バノン (小田柿悠太)
イギリスの外科研修医
カミラ・ペレス
演 - ダニエラ・ニエベス(川上ひろみ)
医学３年生のインターン
ハーパー・シムズ
演 - ジェシー・イェーツ(石田嘉代)
救急医療の２年目の研修医、ダニーの妹
ネスター・カルボネル
演 - ルーベン・ソリアーノ
メンター教師・上級一般外科医
キャス・ヒメルスタイン
演 - ジェシカ・ロテ(國府咲月)
シニアER看護師、トムの恋人
ルイス
演 - アルトゥーロ・デル・プエルト(中村和正)
ER担当看護師
ニア
演 - アッシュ・サントス
救急救命士
ガブリエル・モレノ
演 - サンティアゴ・セグラ
ER看護師

## エピソード
| 通算 話数 | タイトル           | 監督                     | 脚本                       | 放送日       |
| --------- | ------------------ | ------------------------ | -------------------------- | ------------ |
| 1         | "アビー"           | ケイト・デニス           | Zoe Robyn                  | 2025年4月3日 |
| 2         | "１人の時間"       | ケイト・デニス           | Zoe Robyn                  | 2025年4月3日 |
| 3         | "電力"             | サラ・ボイス             | Helen Childress            | 2025年4月3日 |
| 4         | "治療して追い出せ" | サラ・ボイス             | Shepard Boucher            | 2025年4月3日 |
| 5         | "悪く思わないで"   | S.J.メイン・ムニョス     | Johanna Lee                | 2025年4月3日 |
| 6         | "ホームステッド"   | S.J.メイン・ムニョス     | Ann Cherkis                | 2025年4月3日 |
| 7         | "選択肢"           | ウェンディ・スタンツラー | Joshua Troke               | 2025年4月3日 |
| 8         | "休息"             | ウェンディ・スタンツラー | Fran Kuperberg & Zoe Robyn | 2025年4月3日 |
| 9         | "最後の勤務"       | カールトン・キューズ     | Zoe Robyn & Carlton Cuse   | 2025年4月3日 |
| 10        | "ケネディ"         | カールトン・キューズ     | Carlton Cuse               | 2025年4月3日 |